# Moosrain (Gmund am Tegernsee)
Moosrain ist ein Gemeindeteil der Gemeinde Gmund am Tegernsee im Landkreis Miesbach in Oberbayern.

## Lage
Das Dorf Moosrain liegt auf circa 732 m ü. NHN nordwestlich von Gmund und nördlich vom Tegernsee. Die Entfernung zu München beträgt circa 41 km. Der Festenbach fließt durch Moosrain.

## Geschichte
Vor der Eingemeindung Dürnbachs aufgrund der Gebietsreform in Bayern am 1. Mai 1978 gehörte Moosrain, so wie die heutzutage ebenfalls zur Gemeinde Gmund zählenden Ortsteile Ackerberg, Finsterwald, Festenbach und Mühlthal zur ehemaligen Gemeinde Dürnbach.

## Verkehr

### Bus
In Moosrain, an der Bushaltestelle Moosrain, Ort, hält sowohl die Buslinie 354 als auch die Buslinie 366.

### Bahn
Im Ort befindet sich zudem eine Bahnstation mit stündlichen Verbindungen der RB57 (München-Tegernsee), die von der Bayerischen Regiobahn (BRB) betrieben wird. 